# 881 Атина
881 Атина (енгл. 881 Athene) је астероид главног астероидног појаса чија средња удаљеност од Сунца износи 2,612 астрономских јединица (АЈ). 
Апсолутна магнитуда астероида је 10,3 а геометријски албедо 0,062.